# Кампофондо (Перуђа)
Кампофондо је насеље у Италији у округу Перуђа, региону Умбрија.
Према процени из 2011. у насељу је живело 38 становника. Насеље се налази на надморској висини од 208 м.